# 1960年ローマオリンピックの中華民国選手団
1960年ローマオリンピックの中華民国選手団（1960ねんローマオリンピックのちゅうごくせんしゅだん）は、1960年8月25日から9月11日までイタリアのローマで開催された1960年ローマオリンピックの中華民国選手団、およびその競技結果。

## 概要

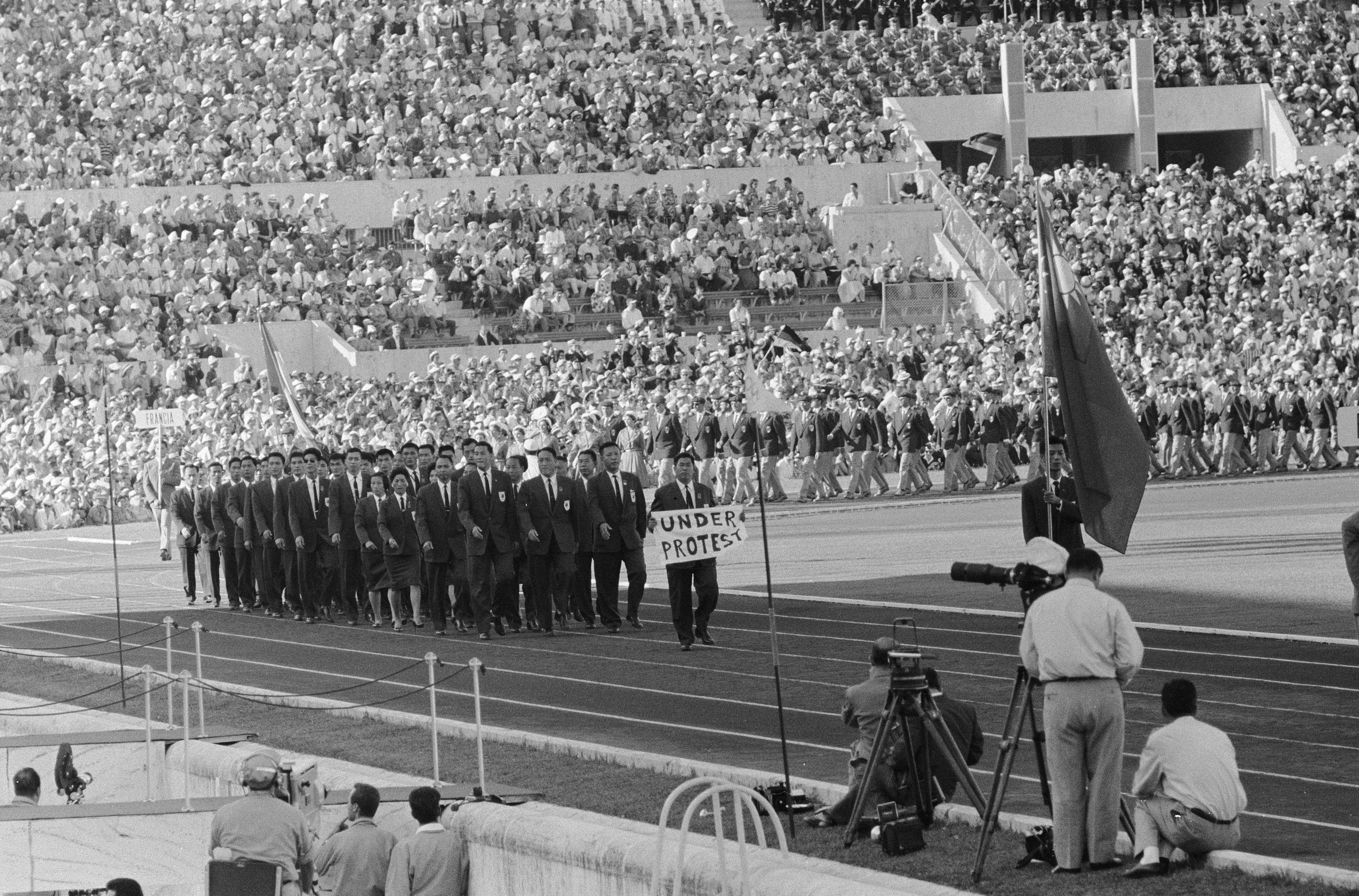
入場行進で抗議する中華民国選手団

1959年5月、ドイツのミュンヘンで開催された国際オリンピック委員会総会で、中華民国の国内オリンピック委員会名称について中国オリンピック委員会の使用を認めない提案がなされ、可決された。これを受けて中華民国側は、1960年ローマオリンピック直前に開催された国際オリンピック委員会総会に中華民国オリンピック委員会への改称を申請した。IOC側は中華民国オリンピック委員会への名称変更は承認したものの、大会期間中に中華民国選手団が使用する名称については「Taiwan（台湾）」もしくは「Formosa（フォルモサ）」の使用を求めた。開会式で中華民国選手団は「UNDER PROTEST」と書いた紙を持ち行進を行った。
陸上男子十種競技で楊伝広が中華民国として初めてのメダルとなる銀メダルを獲得した。

## メダル
| メダル | 選手名 | 競技 | 種目         |
| ------ | ------ | ---- | ------------ |
| 銀     | 楊伝広 | 陸上 | 男子十種競技 |